# Assírios nos Países Baixos
Os assírios nos Países Baixos são cidadãos neerlandeses de ascendência assíria e nos Países Baixos são conhecidos principalmente como Arameeërs (arameus/sírios). Actualmente, nos Países Baixos existem cerca de 30,000 assírios.
Eles se identificam principalmente como membros da Igreja Ortodoxa Siríaca, embora também existam caldeus, bem como milhares de seguidores de igrejas derivadas da Igreja do Oriente.
Eles vivem principalmente no leste do país, na província de Overijssel, em cidades como Enschede, Hengelo, Glane, Almelo e Borne. A principal razão pela qual os assírios estão concentrados lá é porque é uma área industrial que fica na fronteira Alemanha–Países Baixos, onde se estabeleceu uma significativa comunidade assíria alemã. Muitos assírios na Holanda têm familiares na Alemanha.

## História
Na década de 1970, os primeiros assírios chegaram à Holanda como trabalhadores convidados, assim como turcos muçulmanos e armênios, principalmente para trabalhar na indústria têxtil no leste da Holanda. Em consequência dos conflitos entre o PKK e o exército turco, houve um surto na presença de assírios. A maioria deles vinha da província de Mardin, situada no sudeste da Turquia, onde o referido conflito ocorreu. Posteriormente, durante a década de 1980, os assírios sírios, em sua maioria provenientes da cidade originalmente assíria de Qamishli (siríaco: ܒܬ ܙܠܝܢ ou Bet Zalin), também começaram a emigrar para a Holanda.
Outro grupo de assírios que migrou para a Holanda é originário do Iraque, chegando após a Primeira Guerra do Golfo.
Na Holanda, a maioria dos assírios turcos e sírios segue a Igreja Ortodoxa Síria, já que pertencem à parte ocidental da pátria assíria, onde essa igreja é mais proeminente.
Ao longo da década de 1980, assim como ocorreu com outros imigrantes na Europa, os assírios na Holanda começaram a desenvolver um forte sentimento de nacionalismo, buscando preservar sua identidade. Eles se envolveram em projetos que ajudassem nesse objetivo, como a construção da sociedade assíria, igrejas assírias e aulas de língua assíria.
Desde 1981, um mosteiro siríaco ortodoxo está localizado na vila de Glane, próxima à fronteira alemã.
Os assírios também organizaram manifestações para chamar a atenção da mídia em relação à sua situação na pátria assíria e para conscientizar o governo holandês sobre o genocídio assírio ocorrido no século XX. Recentemente, eles também buscam ajuda do governo holandês para ajudar os assírios alvo de violência étnica perpetrada pelo estado islâmico no Iraque.